# ساحل أمالفي
ساحل ملف أو ساحل أمالفي (بالإيطالية: Costiera Amalfitana)‏ هو ساحل على امتداد الساحل الجنوبي لخليج ساليرنو عند البحر التيراني، ويقع ساحل أمالفي في مقاطعة ساليرنو في جنوب إيطاليا
ساحل أمالفي هو وجهة سياحية شعبية لإيطاليا وللمنطقة ككل، وهي منطقة تقوم بجذب آلاف السياح سنوياً. في عام 1997، تم إدراج ساحل أمالفي كموقع للتراث العالمي لليونسكو.

## التاريخ
خلال القرنين 10 و11، كان ساحل أمالفي يتبع دوقية أمالفي، وكانت دوقية أمالفي متمركزة في بلدة أمالفي، ولكن تم السيطرة على ساحل أمالفي في وقت لاحق من قبل إمارة ساليرنو، عندما إنتهت دوقية أمالفي من قبل جمهورية بيزا سنة 1137

## الجغرافيا
ساحل أمالفي يكمن في مناخ البحر الأبيض المتوسط، يضم الصيف الدافئ وشتاء معتدل. وهو يقع على شاطئ جنوبي حاد نسبياً من شبه جزيرة سورنتين، مما يترك مساحة صغيرة للأراضي الريفية والزراعية. ويضم الساحل 11,231 هكتارا بين خليج نابولي وخليج ساليرنو
يمكن الذهاب إلى ساحل أمالفي عبر الطريق البري الوحيد المؤدي إلى ساحل أمالفي وهو على طول 40 كم (25 ميل) «طريق أمالفي 163»، ويبدأ «طريق أمالفي 163» من بلدة فيتري سول مار في الشرق إلى بوسيتانو في الغرب.
توجد 13 بلدية على ساحل أمالفي، وكثير منها تركز على السياحة

## الاقتصاد
ساحل أمالفي معروف بإنتاجه مسكرات اليمونسيلو والليمون، ومعروفة باسم (سفوساتو أمالفيتانو) في إيطاليا. تعتبر منطقة أمالفي صانعة للورق السميك المصنوع يدوياً ويدعى بامباجينا. المنتجات المحلية الشهيرة للمنطقة هي نوع معين من سمك الأنشوجة، والسيراميك اليدوية الملونة من فيتري.

## النقل
هناك حافلات وعبارات تمر على طول ساحل أمالفي. وهناك أيضا رحلات بالقوارب من بوسيتانو وأمالفي.

### المطار
يعتبر مطار ساليرنو كوستا أمالفي المطار الأقرب. ومع ذلك، فإن المطار الأكثر استخداما للوصول إلى المنطقة من الخارج هو مطار نابولي الدولي

## معرض الصور

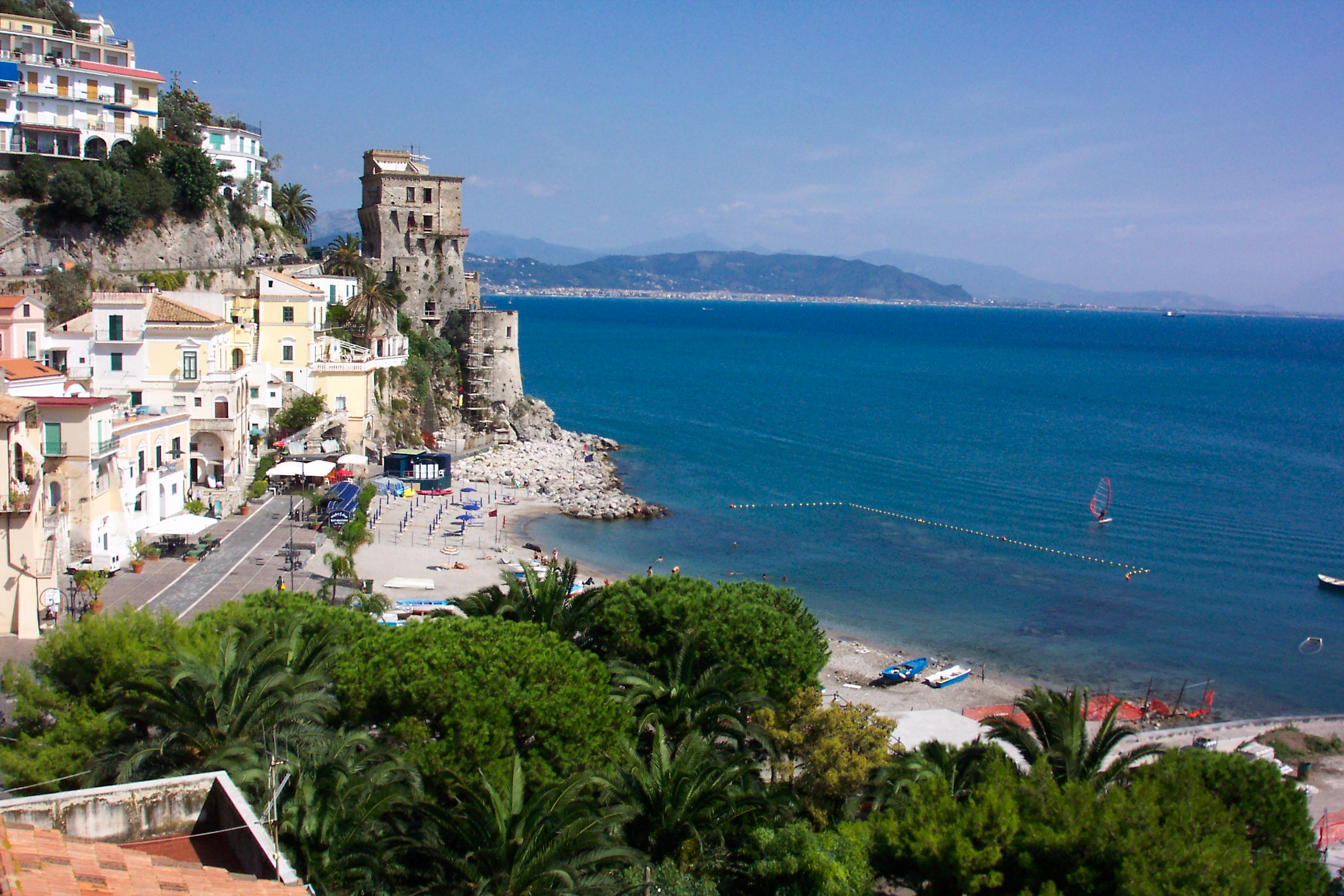
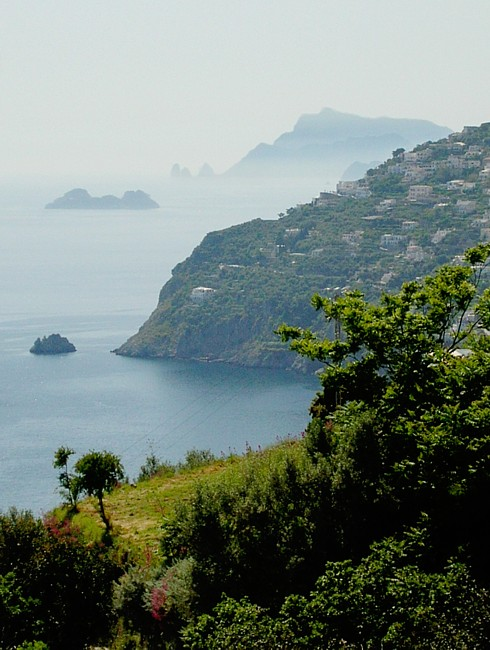
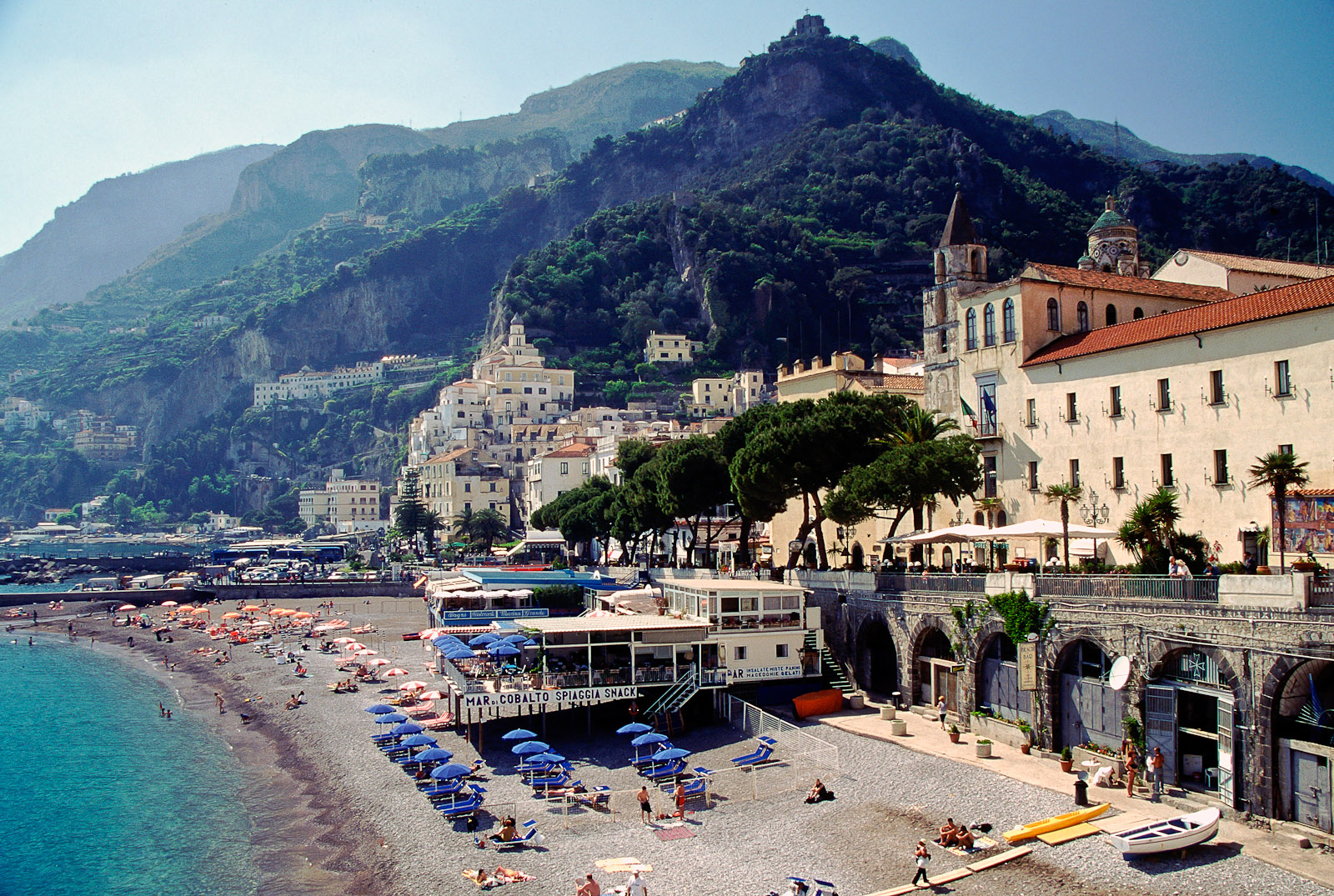
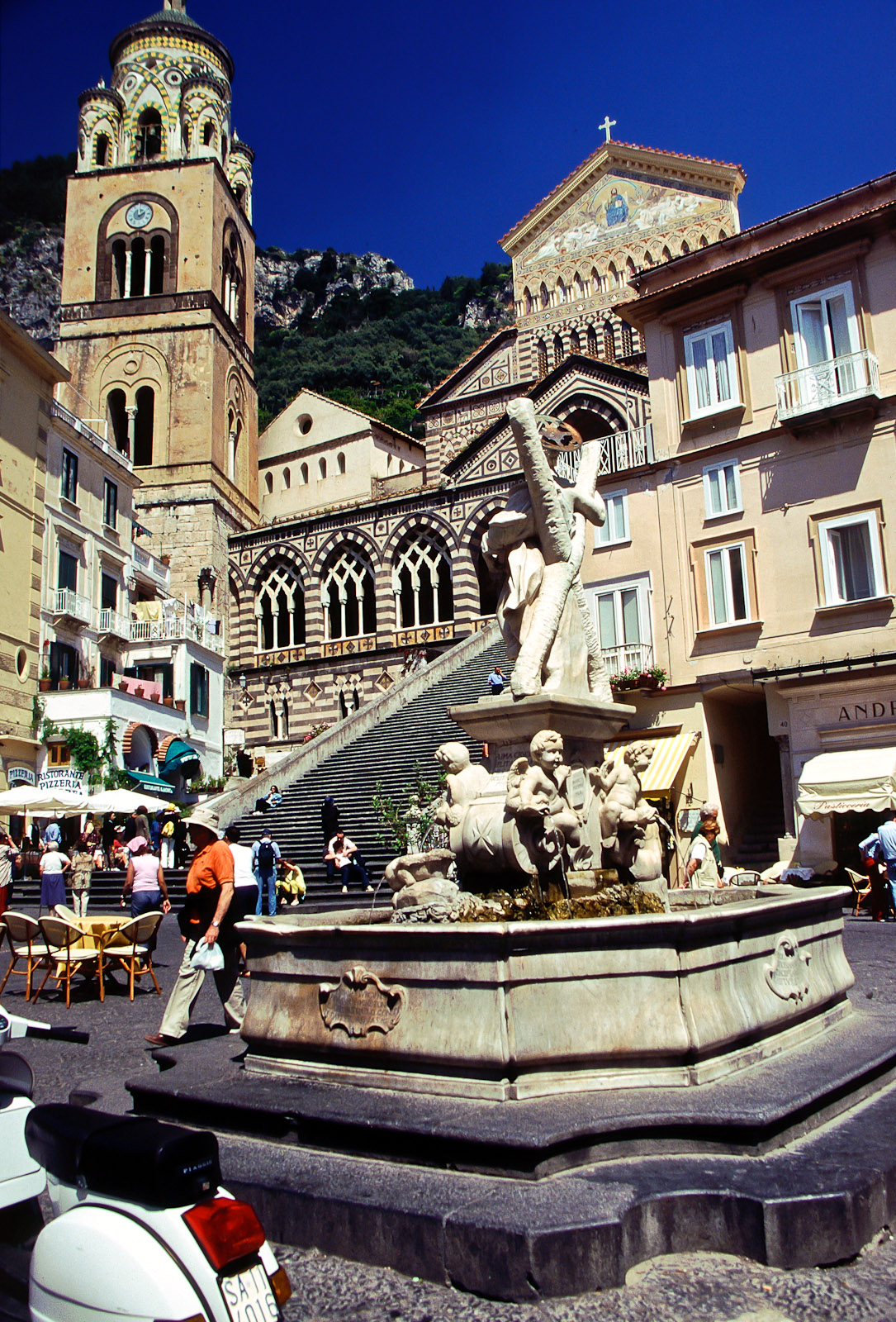
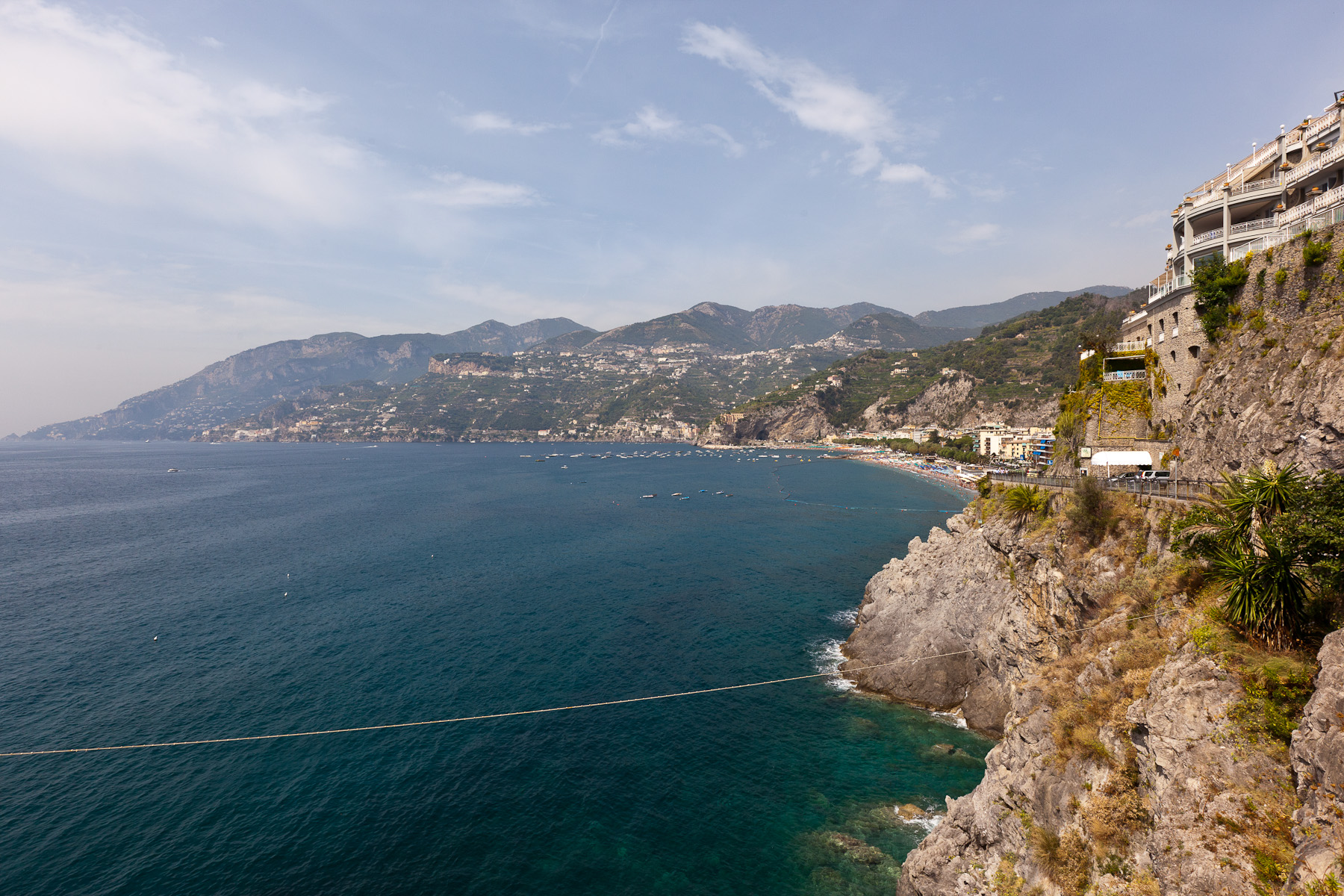
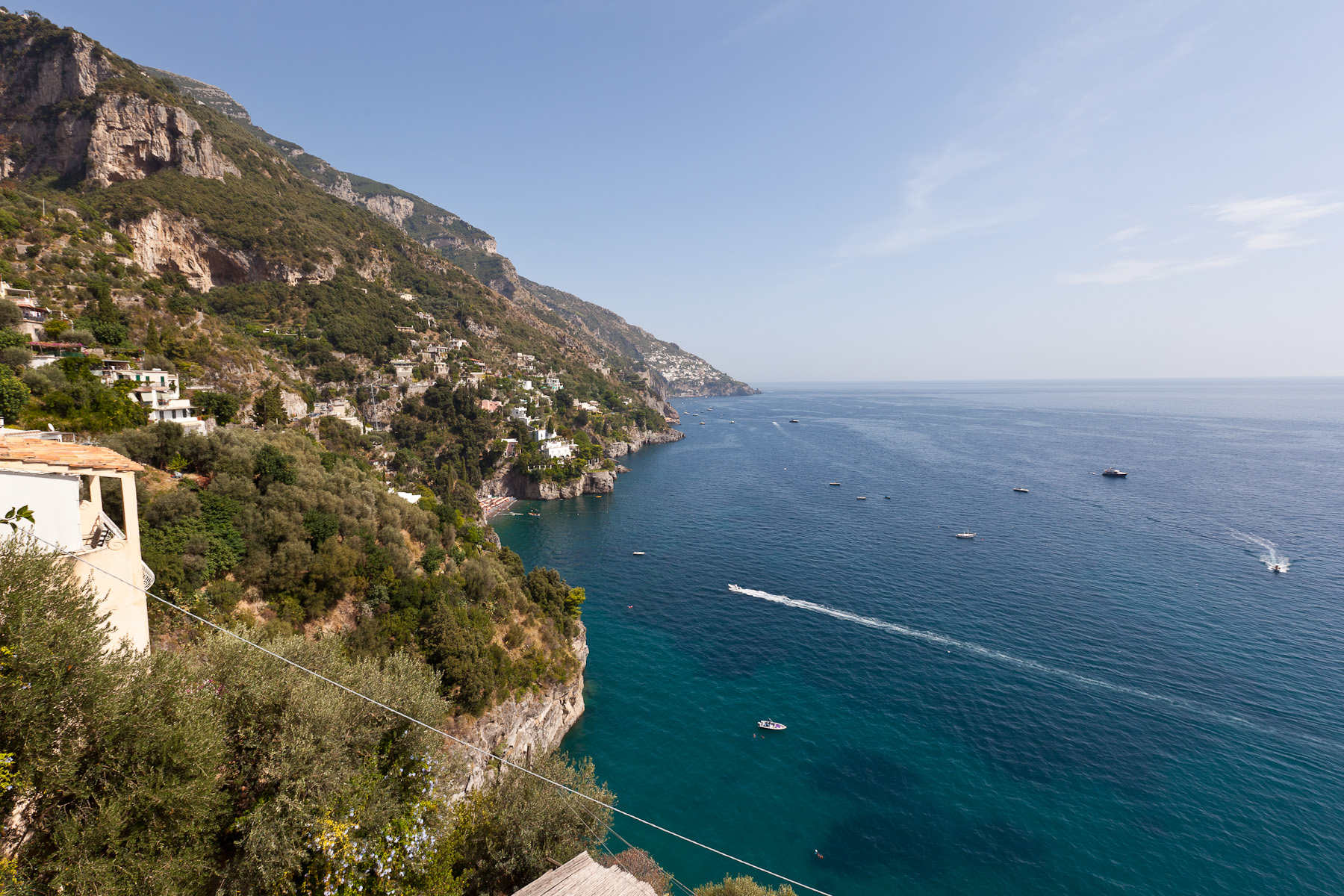
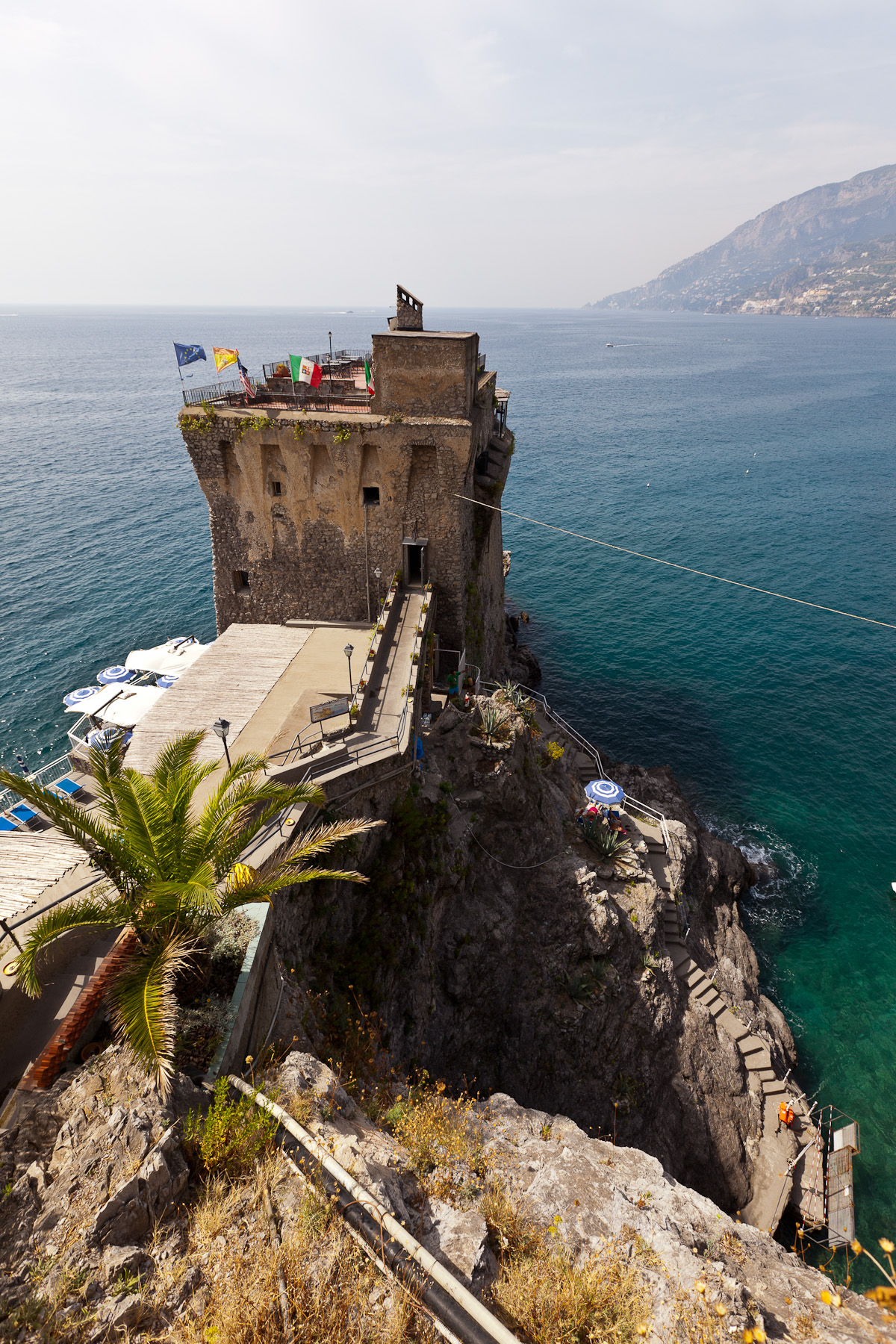
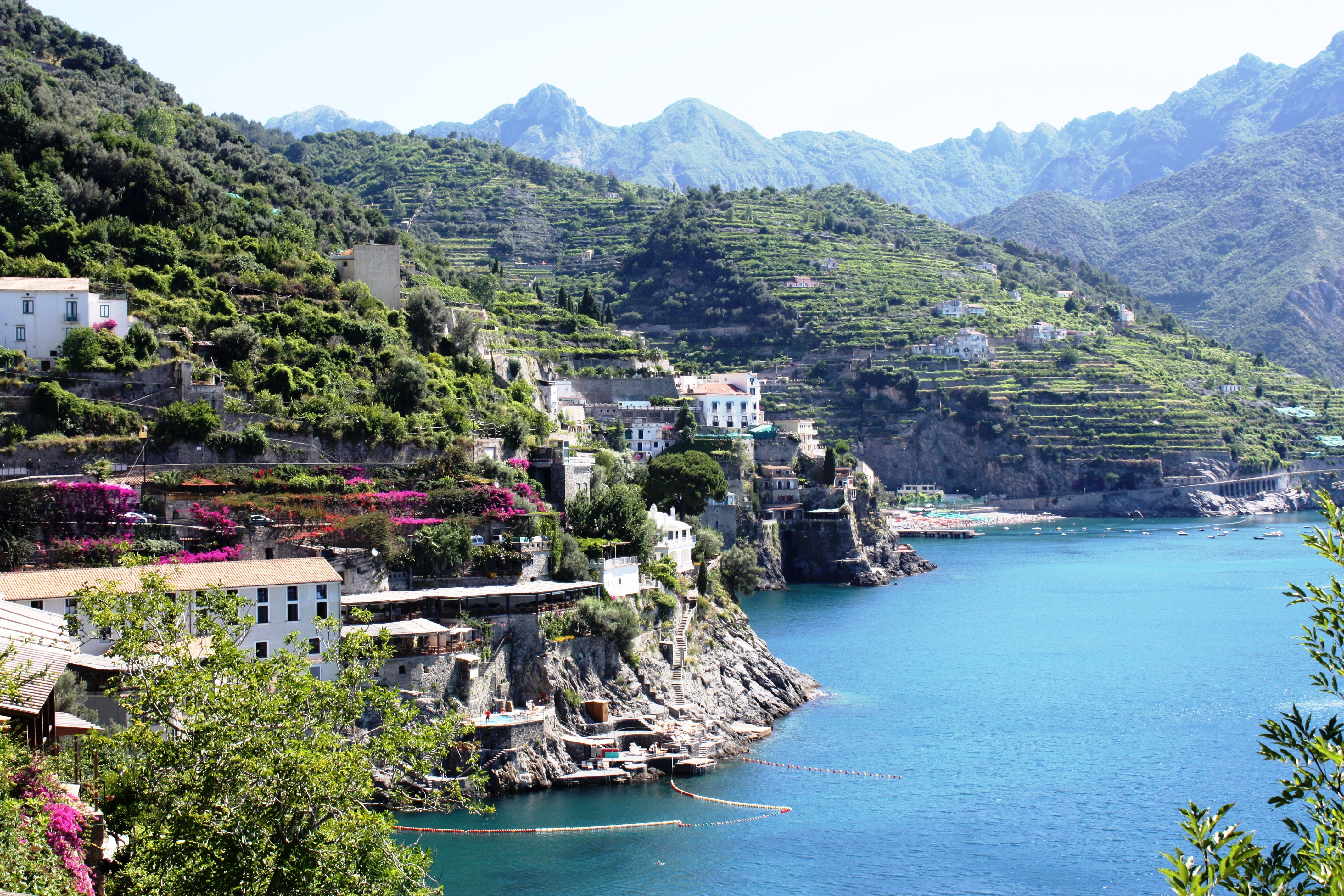
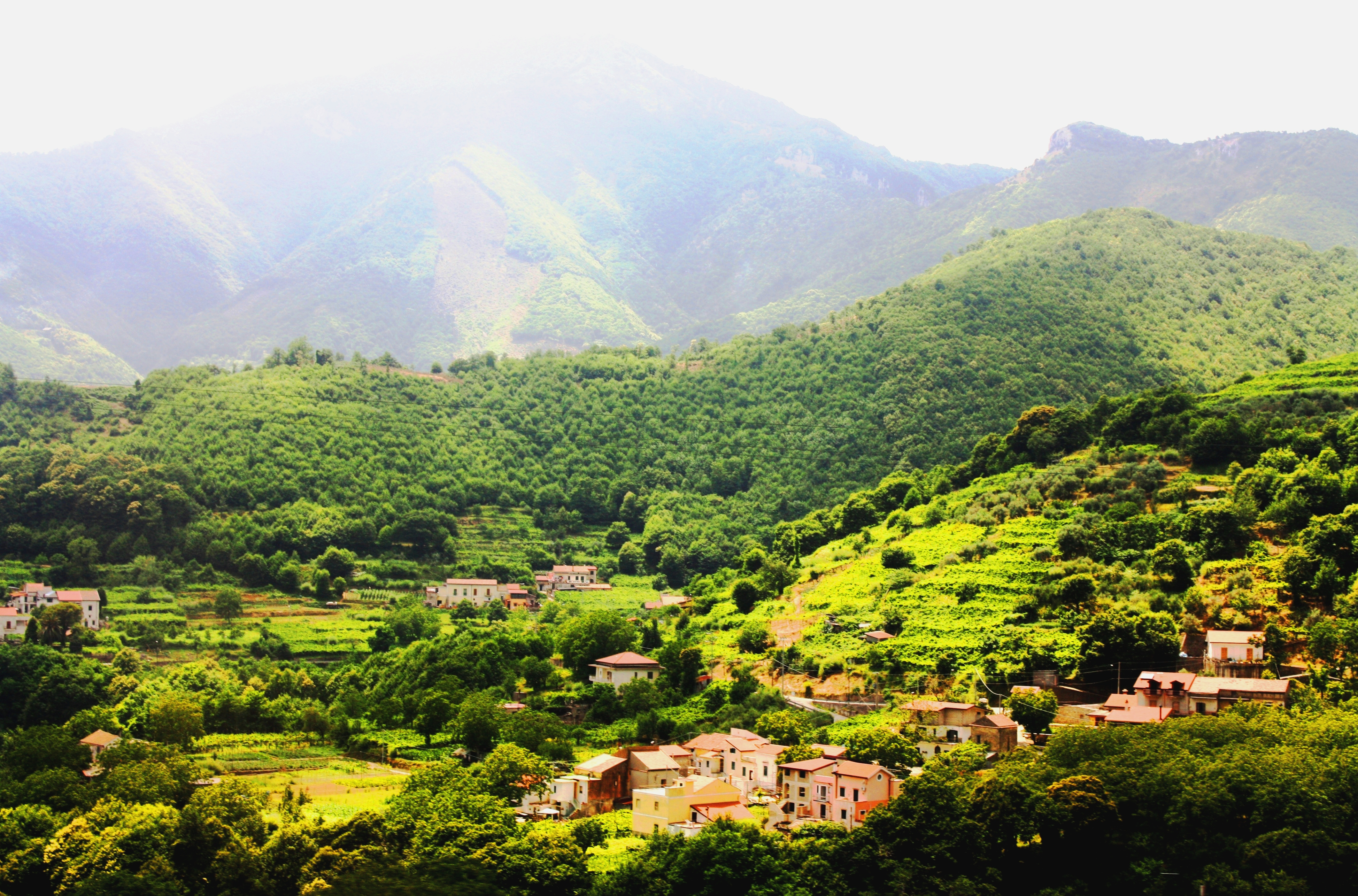
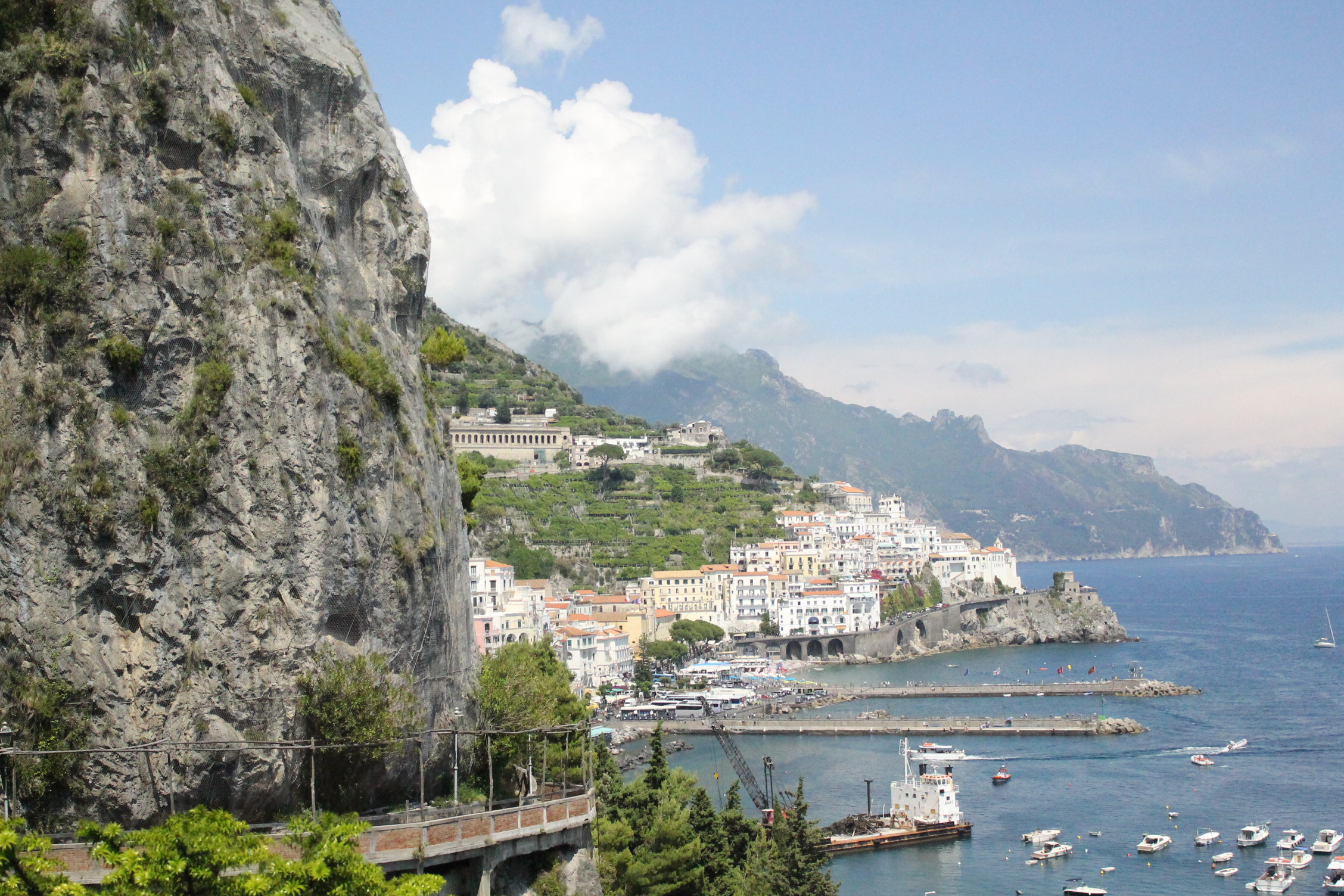
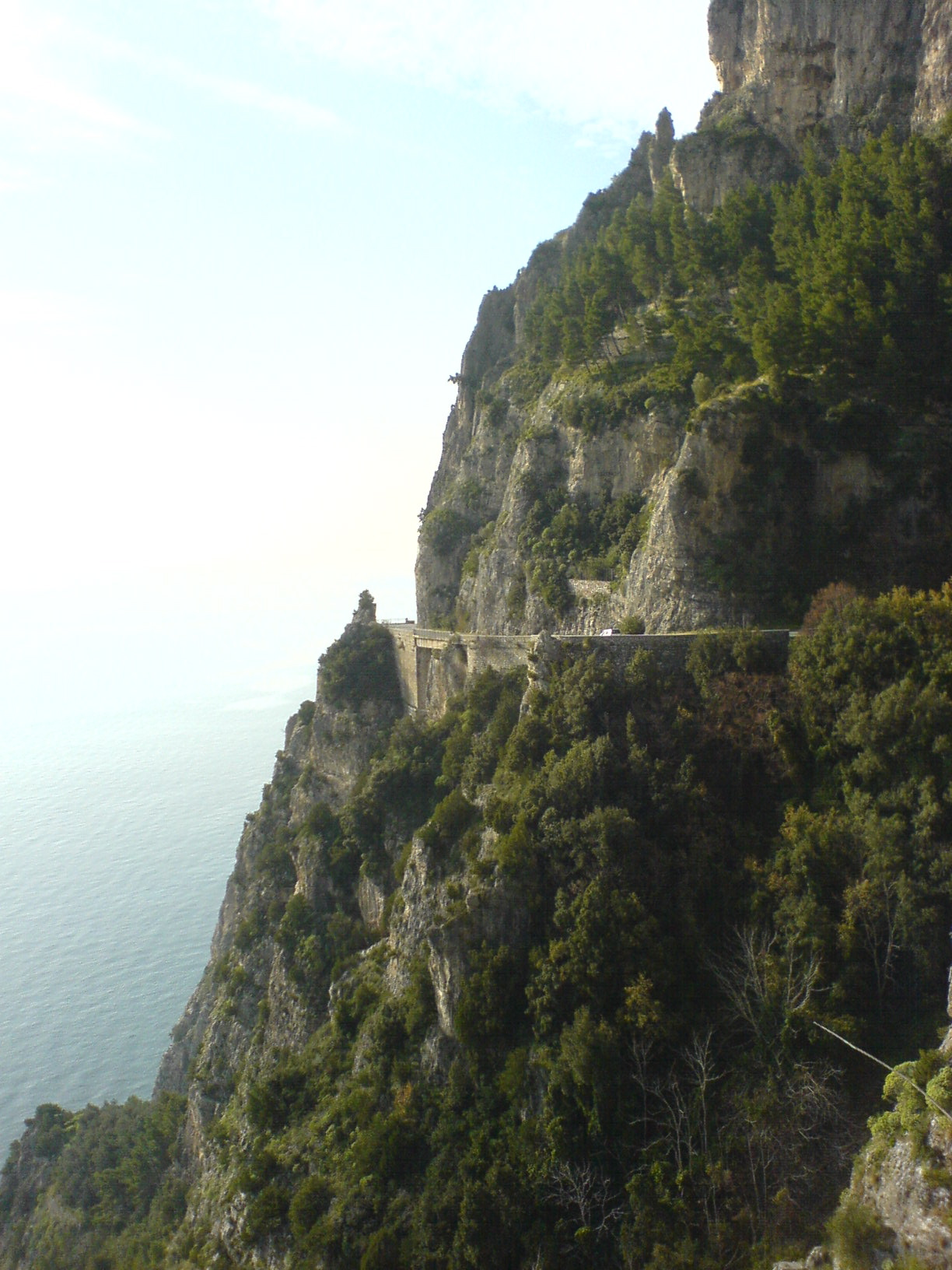
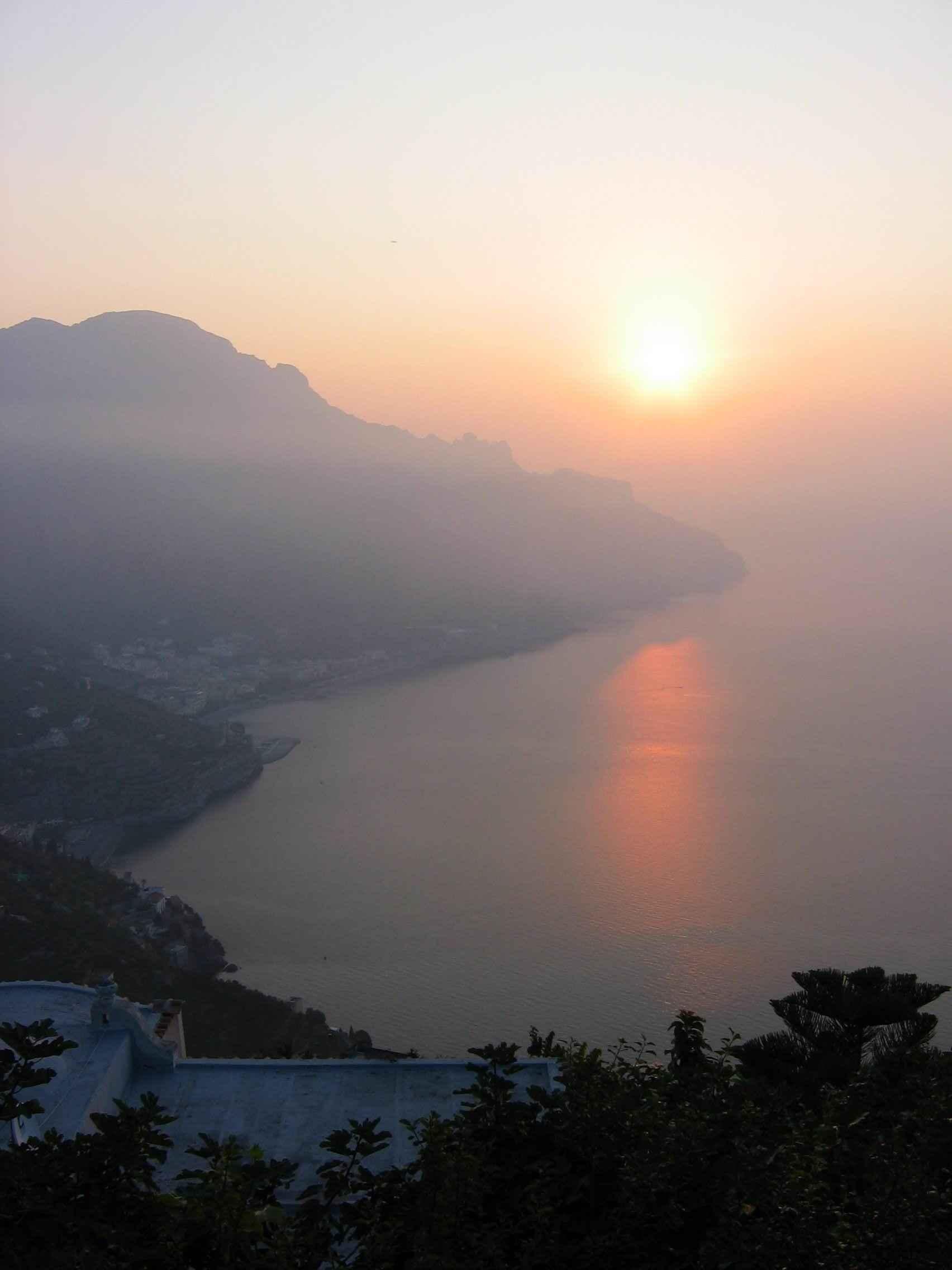

## طالع أيضًا
- قائمة مواقع التراث العالمي في إيطاليا
- ساليرنو
- أمالفي
- خليج ساليرنو
- بوسيتانو
- كامبانيا
- كومونا
- إيطاليا